# Artec 3D
Artec 3D' — разработчик и производитель оборудования и программного обеспечения для 3D-сканирования. Artec 3D — международная группа компаний с головным офисом в Люксембурге и дочерними организациями в США (г. Санта-Клара), Китае (г. Шанхай) и Черногории (Бар). Продукты и услуги Artec 3D применяются в широком диапазоне областей, включая инженерию, здравоохранение, СМИ, компьютерное моделирование, образование, индустрию развлечений, моду и сохранение культурного наследия. В 2013 г. компанией Artec 3D была создана система для 3D-сканирования человека в полный рост под названием Shapify.me, которая позволяет создавать фигурки людей, то есть их трёхмерные портреты.

## Технология
3D-сканеры улавливают геометрию поверхности объекта и воспроизводят его в трёхмерной цифровой модели. В конструкции 3D-сканеров Artec применяется технология структурированной подсветки. Проекция света ложится на сканируемый объект, формируя многочисленные параллельные лучи. А с помощью сетчатой проекции сканеры способны уловить искривление или деформацию поверхности под любым углом, а затем по методу триангуляции вычислить расстояние до определённых точек на объекте. Полученные трёхмерные координаты служат для создания цифровых копий реальных объектов. В 3D-сканерах, в частности в сканерах Artec, используются синяя либо белая подсветка. Цвет подсветки зависит от применяемой технологии и не влияет на процесс работы сканера.

## Оборудование

### Eva
Eva — портативный цветной 3D-сканер, выпущенный в 2012 г., способен улавливать и обрабатывать до двух миллионов точек в секунду. Этот сканер разработан для средних и крупных объектов. Площадь сканирования — 214×148 мм на ближайшем расстоянии, и 536×371 мм на дальнем расстоянии. 3D-разрешение — до 0,5 мм. Сканер Eva способен работать на расстоянии от 0,4 мм до 1 м от объекта с частотой до 16 кадров в секунду. Доступные форматы экспорта 3D-модели включают OBJ, PLY, WRL, STL, AOP, ASCII, PTX, E57 и XYZRGB. Сканер Eva не требует прогрева, что позволяет начать работу сразу после включения.

### Spider
Spider — портативный цветной 3D-сканер, выпущенный в 2013 г., разработан для сканирования с высоким разрешением небольших объектов сложной формы. 3D-разрешение — 0,1 мм и точность — до 0,05 мм. Spider не требует нанесения маркеров или отметок на поверхность объекта. Для достижения максимальной точности сканирования он нуждается в прогреве в течение 30 минут после включения. Полученные данные можно экспортировать в большом количестве форматов, в том числе OBJ и STL.

### Space Spider
Space Spider — портативный цветной 3D-сканер, выпущенный в 2015 г. Space Spider работает на синей светодиодной подсветке, обладает 3D-разрешением до 0,1 мм и точностью 0,05 мм. Рабочее расстояние — от 170 мм до 350 мм. Space Spider был изначально разработан для использования на Международной космической станции, благодаря чему он отличается сверхсовременной системой контроля температуры для предотвращения перегрева — частой проблемы электронных устройств, работающих в условиях космоса. Для достижения максимальной точности сканеру требуется трёхминутный период прогрева. При этом он способен поддерживать максимальный уровень точности в течение нескольких часов непрерывного использования.

### Ray
Ray — портативный лазерный 3D-сканер, разработанный для детализованной оцифровки крупных объектов и территорий с расстояния до 110 метров. Выпущенный в 2018 году Ray сканирует с субмиллиметровой точностью (до 0,7 мм) и минимальным уровнем шума, что существенно сокращает процесс постобработки. Artec Ray подходит для реверс-инжиниринга и контроля качества, а также сохранения культурного наследия. Устройство работает как в помещении, так и на открытом воздухе. Этот компактный (до 5 кг) и мобильный лидар оснащен аккумулятором, позволяющим сканировать на протяжении 4 часов без подзарядки. Цветопередача обеспечивается за счет двух интегрированных объективов 5Мп. Сканы создаются непосредственно в программе Artec Studio, предлагающей широкий выбор инструментов постобработки. 3D-снимки также можно экспортировать в Geomagic Design X, если требуются дополнительные опции редактирования. Сканером Ray можно управлять удалённо посредством iPhone или iPad с помощью установленного приложения Artec Remote (Wifi). Приложение позволяет осуществлять предварительный просмотр, выбирать один или несколько участков изображения, сканировать и сохранять данные на карте SD, а также менять настройки сканирования и проверять состояние аккумулятора и сканера.

### Shapify Booth
Shapify Booth — кабина для автоматического 3D-сканирования человека в полный рост, выпущенная в 2014 г., которая оснащена четырьмя портативными сканерами Artec и стационарной платформой. 3D-сканеры вращаются вокруг человека и производят 700 снимков за 12 секунд. Затем из полученных данных в течение примерно пяти минут автоматически создается цельная готовая к печати полноцветная 3D-модель. Кабина Shapify Booth доступна для приобретения или аренды по всему миру.

### Broadway 3D
Broadway 3D — это биометрическая система распознавания лица человека, разработанная компанией Artec 3D под брендом Artec ID. Устройство оборудовано системой трёхмерного распознавания мельчайших деталей поверхности лица с точностью до долей миллиметра. Система затрачивает менее одной секунды на сканирование лица и около двух секунд на обработку полученной информации. Broadway 3D действует на расстоянии от 0,8 до 1,6 м и может распознать до 60 человек в минуту. Эта технология использовалась в Международном аэропорту г. Сочи для усиления безопасности в период проведения Зимней Олимпиады 2014 года.

### Leo
Leo — эргономичный портативный цветной 3D-сканер со встроенной технологией автоматической обработки данных, вышедший на рынок в 2018 году. Leo оснащен сенсорным экраном, который позволяет наблюдать за ходом построения 3D-реплики объекта в реальном времени. Вращая или приближая модель на экране, пользователь может проверить, все ли участки поверхности были охвачены во время сканирования, поскольку съемку объекта целиком можно произвести в один приём. С рабочим расстоянием 0,35 — 1,2 м Leo является профессиональным высокоскоростным сканером, который разработан для считывания практически любых объектов — от мелких запчастей до крупных территорий — например, место преступления или крупный станок. Угловое поле зрения сканера — 38,5 × 23°, объём считывания 160 тыс. см3. Скорость сбора данных — до 3 млн точек в секунду. Leo не нуждается в маркерах и способен эффективно работать как в условиях яркого дневного света, так и абсолютной темноте. Leo полностью беспроводной и мобильный, не требует кабелей. Карта памяти SSD позволяет сканировать неограниченное количество раз. Leo создан на платформе NVIDIA® Jetson™ с процессором TX1 Quad-core ARM® Cortex-A57 MPCore, графическим процессором NVIDIA Maxwell™ 1 TFLOPS, ядрами 256 NVIDIA® CUDA®. Сканер Leo оборудован встроенной девятиосевой инерциальной системой, включающей акселерометр, гироскоп и компас, поэтому он всегда знает о своём относительном положении в пространстве.

### Micro
Micro — это автоматический настольный 3D-сканер, позволяющий получать цифровые копии предметов небольшого размера. Модель выпущена на рынок в 2019 году. Две камеры Micro передают текстуру и геометрию объекта и синхронизированы с поворотным двухосевым механизмом, на котором можно расположить предметы размером до 90 мм x 60 мм x 60 мм. Благодаря технологии синей светодиодной подсветки сканер Micro работает с 3D-точностью до 10 микрон. Полученные сканы экспортируются в популярные форматы, включая STL, OBJ, and PTX. Подготовка к работе: просто зафиксируйте объект на платформе для сканирования, выберите один из множества предустановленных или собственных сценариев для оцифровки и приступайте к съемке. Сканер Micro получил признание в сферах контроля качества и реверс-инжиниринга объектов небольшого размера, поэтому идеально подходит для работы в таких областях, как стоматология и ювелирное дело.

## Программные продукты

### Artec Studio
Artec Studio — это программа для 3D-сканирования и постобработки. Получаемые данные формируют сканы, которые затем обрабатываются и совмещаются, образуя 3D-модель. Программа Artec Studio оснащена полностью автоматизированным режимом постобработки «Автопилот», в котором пользователю задаётся ряд вопросов о характеристиках отсканированного объекта и на основании ответов предлагается вариант автоматической обработки данных. Режим «Автопилот» совмещает сканы в системе координат, выбирает оптимальный алгоритм постобработки, выделяет необходимые данные и удаляет поверхности, служившие фоном или основой при сканировании. По завершении построения модели данные сканированния можно непосредственно экспортировать в 3D Systems Geomagic Design X и SOLIDWORKS для последующей обработки в САПР.

### Artec ScanApp
Artec ScanApp — это программа для Mac OS X (с поддержкой El Capitan & Yosemite), которая позволяет передать 3D-данные со сканера Artec Eva на компьютеры Macintosh. Полученные с помощью ScanApp данные можно обрабатывать в этой программе либо экспортировать на компьютер с операционной системой Windows для дальнейшей работы в Artec Studio.

### Artec Scanning SDK
Artec Scanning SDK — это набор разработчика, который даёт возможность частному лицу или организации настраивать существующие или создавать новые программные средства для работы с портативными 3D-сканерами Artec.

## Сферы применения
Портативные сканеры и программные продукты компании Artec 3D применяются во многих сферах. Ниже приведены некоторые примеры их использования:
Промышленное производство. Создание цифровых 3D-моделей:
- водопроводных труб британской компанией Thames Water, осуществляющей водоснабжение и водоотведение, для оценки состояния труб и планирования профилактических работ;[44][45]
- днищ автомобилей для изготовления индивидуальных ковриков компанией Nika Holding — производителем автомобильных аксессуаров на заказ.[5]

Здравоохранение. Изготовление:
- защитных шлемов для детей с позиционной плагиоцефалией компанией London Orthotic Consultancy — производителем индивидуальных ортопедических приспособлений;[46]
- индивидуальных протезов и ортопедических аппаратов;[47]
- лицевых до- и послеоперационных масок для эстетической, пластической или челюстно-лицевой хирургии.[48]

Наука и образование. Помощь в исследованиях, оцифровка:
- ископаемых останков крокодила, слона и гигантской черепахи возрастом около 1,8 млн лет, найденных вблизи озера Туркана на севере Кении Луизой Лики и группой ученых Института Турканского бассейна;[49]
- 55 3D-моделей вымирающих видов птиц, включая могильника, орлана-белохвоста и мохноногого сыча, с помощью ресурса 3D-печати Threeding;[50]
- 500 объектов культурного наследия (в их числе ступенчатый колодец Рани-ки-Вав в Индии и Монумент Вашингтону), а также коллекции ассирийских рельефов Британского музея в сотрудничестве с международной некоммерческой организацией CyArk;[51]
- коллекций исторических и религиозных артефактов Музея Стара Загора, окружных исторических музеев городов Варна и Перник, а также Национального музея военной истории Болгарии — в сотрудничестве с Threeding;[52][53]
- ископаемых скелетов Homo naledi в системе пещер Восходящая звезда вблизи г. Йоханнесбург в Африке (Университет Витватерсранда);[54]
- черепов коровы, оленя, лисы, рыси и человека для создания интерактивного музея черепов в Лаборатории визуализации Государственного Университета Сент-Клауда (St. Cloud State University) в штате Миннесота, США, для изучения преподавателями и студентами объектов, слишком хрупких для непосредственного контакта;[55]
- исторических находок студентами 11-го и 12-го курсов гавайского института Mid-Pacific Institute в рамках работы по курсу музееведения.[56]

Искусство и дизайн. Сканирование:
- президента США Барака Обамы для создания первого в мире бюста президента, изготовленного с помощью технологии 3D-печати;[57]
- вылепленной головы динозавра для кинофильма «Мир юрского периода» с целью свободного масштабирования;[58]
- Стивена Кольберта для создания его цифрового клона в рекламном ролике бренда Wonderful Pistachios, транслируемого во время проведения Суперкубка 2016 года;[59]
- телеведущего Ларри Кинга, бывшего президента компании Marvel Comics Стэна Ли и американского автора и исполнителя, а также актрисы Кристины Милиан — для изготовления их статуэток компанией CoKreeate.[60]